# Tony Jamieson
Tony Jamieson (7 de abril de 1977) es ex un futbolista cookiano que jugaba como arquero y actual entrenador.

## Carrera
Debutó en el año 2000 en el Nikao Sokattack, fue rápidamente vendido a Nueva Zelanda, comprándolo el Wellington United el mismo año de su debut. En 2002 viajó a Fiyi para jugar en el Nadi FC, pero en 2005 volvió a las Islas Cook para jugar en el Nikao Sokattack. Entre 2008 y 2009 estuvo en el Wellington Olympic neozelandés, pero regresó a su país en 2010, siendo fichado nuevamente por el Sokattack. En 2011 fue transferido al Tupapa Maraerenga FC y ejerció el rol de jugador-entrenador hasta 2012, cuando se retiró y dejó también el cargo de técnico.

### Clubes como futbolista
| Club                 | País          | Año         |
| -------------------- | ------------- | ----------- |
| Nikao Sokattack      | Islas Cook    | 2000        |
| Wellington United    | Nueva Zelanda | 2000 - 2002 |
| Nadi FC              | Fiyi          | 2002 - 2004 |
| Nikao Sokattack      | Islas Cook    | 2005 - 2008 |
| Wellington Olympic   | Nueva Zelanda | 2008 - 2009 |
| Nikao Sokattack      | Islas Cook    | 2010        |
| Tupapa Maraerenga FC | Islas Cook    | 2011 - 2012 |

### Clubes como entrenador
| Club                 | País       | Año         |
| -------------------- | ---------- | ----------- |
| Tupapa Maraerenga FC | Islas Cook | 2011 - 2012 |

### Selección nacional
Representó a las Islas Cook en 20 partidos, de los cuales 14 fueron por competiciones FIFA. En los 14 partidos de eliminatorias que jugó recibió 51 goles.